# Autisme sévère
Autisme sévère, ou autisme profond, est un terme employé pour décrire des personnes autistes adolescentes ou adultes, qui demandent un soutien important au quotidien. 
Ce terme est officiellement défini en 2021, à la suite d'une commission scientifique réunie par The Lancet, bien qu'il ait souvent été utilisé avant cette date.

## Définition
Le terme « autiste sévère » est utilisé dans diverses publications, par exemple par Catherine Milcent, pour décrire des personnes diagnostiquées autistes dont le pronostic d'autonomie est pessimiste.
L'officialisation du terme « autisme sévère » (en anglais : profound autism) fait suite à une réunion de 32 experts pendant la rencontre annuelle de l'International Society of Autism Research en 2019, suivie par l'officialisation de la définition par consensus d'experts dans The Lancet.
Cette commission préconise de ne pas employer le terme chez les jeunes enfants, et définit l'autisme sévère sur la base du besoin de soutien, pour les personnes nécessitant un accompagnement 24h/24. Ainsi, même si le déficit intellectuel est souvent diagnostiqué, il ne s'agit pas d'un critère retenu pour définir un autisme sévère. L'ampleur des troubles de la communication  n'est pas non plus un critère retenu.
Le National Council on Severe Autism (NCSA), qui a travaillé sur cette définition, déclare 
que son objectif est de casser la notion de spectre de l'autisme présente dans le DSM-5, et de faire reconnaître l'autisme sévère dans le prochain DSM.

## Implications

### Sous-représentation dans la recherche
Les personnes autistes sévères sont paradoxalement les moins étudiées par la recherche, notamment en raison de difficultés de communication et de compréhension des consignes,. Durant les trois décennies qui précèdent l'année 2018, la part d'études portant sur les personnes autistes les plus lourdement handicapées a décru,.
La commission du Lancet justifie la création et l'officialisation de la notion d'autisme sévère par le besoin de cibler des travaux de recherche sur cette population, qui est à risque d'être marginalisée en raison de la focalisation sur l'étude des personnes autistes plus fonctionnelles.

### Besoin de soutien
Ces personnes autistes sont celles pour lesquelles les aides de vie sont les plus complexes. En France, une partie des adultes autistes sévères sont maintenus en hôpital psychiatrique, faute de solution alternative. La création de petites unités de vie a été préconisée.
La vie familiale de l'entourage d'une personne autiste sévère peut être très compliquée, particulièrement en raison des difficultés de communication, du stress et de l'isolement que ce handicap induisent.

## Critiques
Deux adultes autistes québécois, Mélanie Ouimet et Mathieu Giroux, estiment sur la base des travaux de Laurent Mottron que les notions d'autisme léger ou sévère ne sont pas pertinentes, car ce sont les personnes autistes « syndromiques » avec déficience intellectuelle qui sont qualifiées de « sévères », alors que leur besoin de soutien n'est pas causé par l'autisme seul.

## Représentations médiatiques
Le film français Hors normes présente des personnes décrites comme autistes sévères.